# 44-та дивізія протиповітряної оборони (РФ)
44-га дивізія ППО — з'єднання ППО в складі Балтійського флоту Росії. Угрупування розгорнуте в Калінінградській області.

## Історія
Дивізія була сформована з 3-ї бригади ППО, в грудні 2014 їй було вручено бойовий прапор. Командиром на той час був генерал-майор Сергій Чижов.
В травні 2018 183-й полк дивізії був включений у санкційний список США.

## Структура
До складу дивізії входять :
- 1545-й зенітний ракетний полк (полк був створений у 2007 році з 43-ї зенітної ракетної бригади, що спочатку входила до складу Сухопутних військ) та дислокувався у Знам'янську (Калінінградська область).
- 183-й гвардійський Молодечненський ордена Олександра Невського зенітно-ракетний полк, місто Гвардєйськ (чотири дивізіони ЗРС С-400 і два дивізіони ЗРС С-300ПС).
- 81-й радіотехнічний полк.